# Callum Robinson
Callum Jack Robinson (Northampton, 2 febbraio 1995) è un calciatore inglese naturalizzato irlandese, attaccante del Cardiff City.

## Carriera

### Club
Cresciuto nel settore giovanile dell'Aston Villa, ha esordito in prima squadra il 24 settembre 2013, nella partita di Coppa di Lega persa per 0-4 contro il Tottenham.
Il 16 settembre 2014 viene ceduto in prestito mensile al Preston North End; il 2 febbraio 2015 torna nuovamente al club del Lancashire, fino al termine della stagione. Il 7 agosto si trasferisce in prestito stagionale al Bristol City, ma dopo aver collezionato poche presenze il 5 gennaio 2016 fa ritorno al Preston North End, sempre a titolo temporaneo. Il 4 luglio viene acquistato a titolo definitivo dai Lilywhites, firmando un contratto triennale.
Il 12 luglio 2019 viene acquistato dal neopromosso Sheffield United. Il 31 agosto 2019 realizza la sua prima rete in Premier nel 2-2 contro il Chelsea; nella stessa gara ha anche propiziato l'autorete di Kurt Zouma che ha permesso alla sua squadra di ribaltare il doppio svantaggio.
Il 29 gennaio 2020 viene ceduto in prestito al West Bromwich Albion. Il 9 settembre 2020 fa ritorno al WBA, questa volta a titolo definitivo (firmando un contratto di 5 anni), in uno scambio che vede Oliver Burke andare allo Sheffield.

### Nazionale
Dopo aver compiuto la trafila delle selezioni giovanili inglesi fino all'Under-20, nel 2018 opta per rappresentare l'Irlanda, con cui esordisce il 6 settembre dello stesso anno nella sfida persa 4-1 contro il Galles, valida per la Nations League.
Il 14 novembre 2019 realizza la sua prima rete in Nazionale nell'amichevole vinta 3-1 contro la Nuova Zelanda.
Il 12 ottobre 2021 realizza la sua prima tripletta con la Nazionale irlandese nell'amichevole vinta 4-0 a Dublino contro il Qatar.

## Statistiche

### Presenze e reti nei club
Statistiche aggiornate al 17 febbraio 2023.
| Stagione                 | Squadra                  | Campionato               | Campionato | Campionato | Coppe nazionali | Coppe nazionali | Coppe nazionali | Coppe continentali | Coppe continentali | Coppe continentali | Altre coppe | Altre coppe | Altre coppe | Totale | Totale |
| Stagione                 | Squadra                  | Comp                     | Pres       | Reti       | Comp            | Pres            | Reti            | Comp               | Pres               | Reti               | Comp        | Pres        | Reti        | Pres   | Reti   |
| ------------------------ | ------------------------ | ------------------------ | ---------- | ---------- | --------------- | --------------- | --------------- | ------------------ | ------------------ | ------------------ | ----------- | ----------- | ----------- | ------ | ------ |
| 2013-2014                | Aston Villa              | PL                       | 4          | 0          | FACup+CdL       | 0+1             | 0               | -                  | -                  | -                  | -           | -           | -           | 5      | 0      |
| 2014-2015                | Preston North End        | FL1                      | 25+1       | 4          | FACup+CdL       | 2+0             | 3+0             | -                  | -                  | -                  | FLT         | -           | -           | 28     | 7      |
| ago. 2015-gen. 2016      | Bristol City             | FLC                      | 6          | 0          | FACup+CdL       | 0+1             | 0+1             | -                  | -                  | -                  | -           | -           | -           | 7      | 1      |
| gen.-giu. 2016           | Preston North End        | FLC                      | 14         | 2          | FACup+CdL       | 1+0             | 0               | -                  | -                  | -                  | -           | -           | -           | 15     | 2      |
| 2016-2017                | Preston North End        | FLC                      | 42         | 10         | FACup+CdL       | 1+3             | 1+0             | -                  | -                  | -                  | -           | -           | -           | 46     | 11     |
| 2017-2018                | Preston North End        | FLC                      | 41         | 8          | FACup+CdL       | 1+1             | 0               | -                  | -                  | -                  | -           | -           | -           | 43     | 8      |
| 2018-2019                | Preston North End        | FLC                      | 27         | 12         | FACup+CdL       | 0+1             | 0+1             | -                  | -                  | -                  | -           | -           | -           | 28     | 13     |
| Totale Preston North End | Totale Preston North End | Totale Preston North End | 149+1      | 36         |                 | 10              | 5               |                    | -                  | -                  |             | -           | -           | 160    | 41     |
| 2019-gen. 2020           | Sheffield Utd            | PL                       | 16         | 1          | FACup+CdL       | 2+1             | 1+0             | -                  | -                  | -                  | -           | -           | -           | 19     | 2      |
| gen.-giu. 2020           | West Bromwich            | PL                       | 16         | 3          | FACup           | 0               | 0               | -                  | -                  | -                  | -           | -           | -           | 16     | 3      |
| 2020-2021                | West Bromwich            | PL                       | 28         | 5          | FACup+CdL       | 0+1             | 0+1             | -                  | -                  | -                  | -           | -           | -           | 29     | 6      |
| 2021-2022                | West Bromwich            | FLC                      | 43         | 7          | FACup+CdL       | 1+0             | 1+0             | -                  | -                  | -                  | -           | -           | -           | 44     | 8      |
| ago. 2022                | West Bromwich            | FLC                      | 4          | 0          | FACup+CdL       | 0+2             | 0               | -                  | -                  | -                  | -           | -           | -           | 6      | 0      |
| Totale West Bromwich     | Totale West Bromwich     | Totale West Bromwich     | 91         | 15         |                 | 4               | 2               |                    | -                  | -                  |             | -           | -           | 95     | 17     |
| ago. 2022-2023           | Cardiff City             | FLC                      | 22         | 5          | FACup           | 1               | 2               | -                  | -                  | -                  | -           | -           | -           | 23     | 7      |
| Totale carriera          | Totale carriera          | Totale carriera          | 288+1      | 57         |                 | 20              | 11              |                    | -                  | -                  |             | -           | -           | 309    | 68     |

### Cronologia presenze e reti in nazionale
| Cronologia completa delle presenze e delle reti in nazionale ― Irlanda | Cronologia completa delle presenze e delle reti in nazionale ― Irlanda | Cronologia completa delle presenze e delle reti in nazionale ― Irlanda | Cronologia completa delle presenze e delle reti in nazionale ― Irlanda | Cronologia completa delle presenze e delle reti in nazionale ― Irlanda | Cronologia completa delle presenze e delle reti in nazionale ― Irlanda | Cronologia completa delle presenze e delle reti in nazionale ― Irlanda | Cronologia completa delle presenze e delle reti in nazionale ― Irlanda |
| Data                                                                   | Città                                                                  | In casa                                                                | Risultato                                                              | Ospiti                                                                 | Competizione                                                           | Reti                                                                   | Note                                                                   |
| ---------------------------------------------------------------------- | ---------------------------------------------------------------------- | ---------------------------------------------------------------------- | ---------------------------------------------------------------------- | ---------------------------------------------------------------------- | ---------------------------------------------------------------------- | ---------------------------------------------------------------------- | ---------------------------------------------------------------------- |
| 6-9-2018                                                               | Cardiff                                                                | Galles                                                                 | 4 – 1                                                                  | Irlanda                                                                | UEFA Nations League 2018-2019 - 1º turno                               | -                                                                      | 77’                                                                    |
| 11-9-2018                                                              | Breslavia                                                              | Polonia                                                                | 1 – 1                                                                  | Irlanda                                                                | Amichevole                                                             | -                                                                      | 63’                                                                    |
| 13-10-2018                                                             | Dublino                                                                | Irlanda                                                                | 0 – 0                                                                  | Danimarca                                                              | UEFA Nations League 2018-2019 - 1º turno                               | -                                                                      | 65’                                                                    |
| 16-10-2018                                                             | Dublino                                                                | Irlanda                                                                | 0 – 1                                                                  | Galles                                                                 | UEFA Nations League 2018-2019 - 1º turno                               | -                                                                      | 60’                                                                    |
| 15-11-2018                                                             | Dublino                                                                | Irlanda                                                                | 0 – 0                                                                  | Irlanda del Nord                                                       | Amichevole                                                             | -                                                                      | 66’                                                                    |
| 19-11-2018                                                             | Aarhus                                                                 | Danimarca                                                              | 0 – 0                                                                  | Irlanda                                                                | UEFA Nations League 2018-2019 - 1º turno                               | -                                                                      | 66’                                                                    |
| 7-6-2019                                                               | Copenaghen                                                             | Danimarca                                                              | 1 – 1                                                                  | Irlanda                                                                | Qual. Euro 2020                                                        | -                                                                      | 88’                                                                    |
| 10-6-2019                                                              | Dublino                                                                | Irlanda                                                                | 2 – 0                                                                  | Gibilterra                                                             | Qual. Euro 2020                                                        | -                                                                      | 73’                                                                    |
| 5-9-2019                                                               | Dublino                                                                | Irlanda                                                                | 1 – 1                                                                  | Svizzera                                                               | Qual. Euro 2020                                                        | -                                                                      | 58’                                                                    |
| 12-10-2019                                                             | Tbilisi                                                                | Georgia                                                                | 0 – 0                                                                  | Irlanda                                                                | Qual. Euro 2020                                                        | -                                                                      | 73’                                                                    |
| 14-11-2019                                                             | Dublino                                                                | Irlanda                                                                | 3 – 1                                                                  | Nuova Zelanda                                                          | Amichevole                                                             | 1                                                                      | 63’                                                                    |
| 18-11-2019                                                             | Dublino                                                                | Irlanda                                                                | 1 – 1                                                                  | Danimarca                                                              | Qual. Euro 2020                                                        | -                                                                      | 68’                                                                    |
| 3-9-2020                                                               | Sofia                                                                  | Bulgaria                                                               | 1 – 1                                                                  | Irlanda                                                                | UEFA Nations League 2020-2021 - 1º turno                               | -                                                                      | 74’                                                                    |
| 6-9-2020                                                               | Dublino                                                                | Irlanda                                                                | 0 – 1                                                                  | Finlandia                                                              | UEFA Nations League 2020-2021 - 1º turno                               | -                                                                      | 59’                                                                    |
| 8-10-2020                                                              | Bratislava                                                             | Slovacchia                                                             | 0 – 0 dts (4 – 2 dtr)                                                  | Irlanda                                                                | Qual. Euro 2020                                                        | -                                                                      | 99’                                                                    |
| 24-3-2021                                                              | Belgrado                                                               | Serbia                                                                 | 3 – 2                                                                  | Irlanda                                                                | Qual. Mondiali 2022                                                    | -                                                                      | 79’                                                                    |
| 27-3-2021                                                              | Dublino                                                                | Irlanda                                                                | 0 – 1                                                                  | Lussemburgo                                                            | Qual. Mondiali 2022                                                    | -                                                                      | 73’                                                                    |
| 30-3-2021                                                              | Debrecen                                                               | Qatar                                                                  | 1 – 1                                                                  | Irlanda                                                                | Amichevole                                                             | -                                                                      | 56’                                                                    |
| 4-9-2021                                                               | Dublino                                                                | Irlanda                                                                | 1 – 1                                                                  | Azerbaigian                                                            | Qual. Mondiali 2022                                                    | -                                                                      | 63’                                                                    |
| 7-9-2021                                                               | Dublino                                                                | Irlanda                                                                | 1 – 1                                                                  | Serbia                                                                 | Qual. Mondiali 2022                                                    | -                                                                      | 58’                                                                    |
| 9-10-2021                                                              | Baku                                                                   | Azerbaigian                                                            | 0 – 3                                                                  | Irlanda                                                                | Qual. Mondiali 2022                                                    | 2                                                                      | 90+3’                                                                  |
| 12-10-2021                                                             | Dublino                                                                | Irlanda                                                                | 4 – 0                                                                  | Qatar                                                                  | Amichevole                                                             | 3                                                                      | 78’                                                                    |
| 11-11-2021                                                             | Dublino                                                                | Irlanda                                                                | 0 – 0                                                                  | Portogallo                                                             | Qual. Mondiali 2022                                                    | -                                                                      |                                                                        |
| 14-11-2021                                                             | Lussemburgo                                                            | Lussemburgo                                                            | 0 – 3                                                                  | Irlanda                                                                | Qual. Mondiali 2022                                                    | 1                                                                      | 90’                                                                    |
| 26-3-2022                                                              | Dublino                                                                | Irlanda                                                                | 2 – 2                                                                  | Belgio                                                                 | Amichevole                                                             | -                                                                      | 90+2’                                                                  |
| 29-3-2022                                                              | Dublino                                                                | Irlanda                                                                | 1 – 0                                                                  | Lituania                                                               | Amichevole                                                             | -                                                                      | 77’                                                                    |
| 4-6-2022                                                               | Erevan                                                                 | Armenia                                                                | 1 – 0                                                                  | Irlanda                                                                | UEFA Nations League 2022-2023 - 1º turno                               | -                                                                      | 73’                                                                    |
| 8-6-2022                                                               | Dublino                                                                | Irlanda                                                                | 0 – 1                                                                  | Ucraina                                                                | UEFA Nations League 2022-2023 - 1º turno                               | -                                                                      | 69’                                                                    |
| 11-6-2022                                                              | Dublino                                                                | Irlanda                                                                | 3 – 0                                                                  | Scozia                                                                 | UEFA Nations League 2022-2023 - 1º turno                               | -                                                                      | 84’ 88’                                                                |
| 14-6-2022                                                              | Łódź                                                                   | Ucraina                                                                | 1 – 1                                                                  | Irlanda                                                                | UEFA Nations League 2022-2023 - 1º turno                               | -                                                                      | 56’                                                                    |
| 24-9-2022                                                              | Glasgow                                                                | Scozia                                                                 | 2 – 1                                                                  | Irlanda                                                                | UEFA Nations League 2022-2023 - 1º turno                               | -                                                                      | 76’                                                                    |
| 27-9-2022                                                              | Dublino                                                                | Irlanda                                                                | 3 – 2                                                                  | Armenia                                                                | UEFA Nations League 2022-2023 - 1º turno                               | -                                                                      | 76’                                                                    |
| 17-11-2022                                                             | Dublino                                                                | Irlanda                                                                | 1 – 2                                                                  | Norvegia                                                               | Amichevole                                                             | -                                                                      |                                                                        |
| 20-11-2022                                                             | Ta' Qali                                                               | Malta                                                                  | 0 – 1                                                                  | Irlanda                                                                | Amichevole                                                             | 1                                                                      | 85’                                                                    |
| 13-10-2023                                                             | Dublino                                                                | Irlanda                                                                | 0 – 2                                                                  | Grecia                                                                 | Qual. Euro 2024                                                        | -                                                                      | 46’                                                                    |
| 16-10-2023                                                             | Faro                                                                   | Gibilterra                                                             | 0 – 4                                                                  | Irlanda                                                                | Qual. Euro 2024                                                        | 1                                                                      | 66’                                                                    |
| 18-11-2023                                                             | Amsterdam                                                              | Paesi Bassi                                                            | 1 – 0                                                                  | Irlanda                                                                | Qual. Euro 2024                                                        | -                                                                      | 46’                                                                    |
| 10-9-2024                                                              | Dublino                                                                | Irlanda                                                                | 0 – 2                                                                  | Grecia                                                                 | UEFA Nations League 2024-2025 - 1º turno                               | -                                                                      | 84’                                                                    |
| Totale                                                                 |                                                                        | Presenze                                                               | 38                                                                     |                                                                        | Reti                                                                   | 9                                                                      |                                                                        |